# 이안 카르도니
이안 카르도니(Ian Cardoni, 1990년 6월 1일 ~ )는 미주리 주 보스턴 출신의 성우이자 배우이다.

## 생애
이안 카르도니는 미주리 주 보스턴 외곽에서 자랐다. 그의 첫번째 데뷔 역할은 그가 다니던 학교의 작품 《호빗》에서의 빌보 배긴스역이다. 이안은 역사를 좋아하고, 삭스의 팬이자, 미식가이다, 또한 판타지와 공상과학의 열렬팬이다. 이안 카르도니와 그의 아내는 캘리포니아 주 로스엔젤레스에 산다.

## 참여 작품

### 텔레비전
| 연도 | 제목                 | 역할               | 비고 |
| ---- | -------------------- | ------------------ | ---- |
| 2008 | 《10대 예수님》      | 예수 그리스도      | 주연 |
| 2020 | 《데드 오브 나이트》 | 남자 1             | 단역 |
| 2013 | 《레슬매니아 37》    | 잭 스패로우        | 조연 |
| 2023 | 《릭 앤 모티 시즌7》 | 릭 산체스 (목소리) | 주연 |